# Sarazenenturm

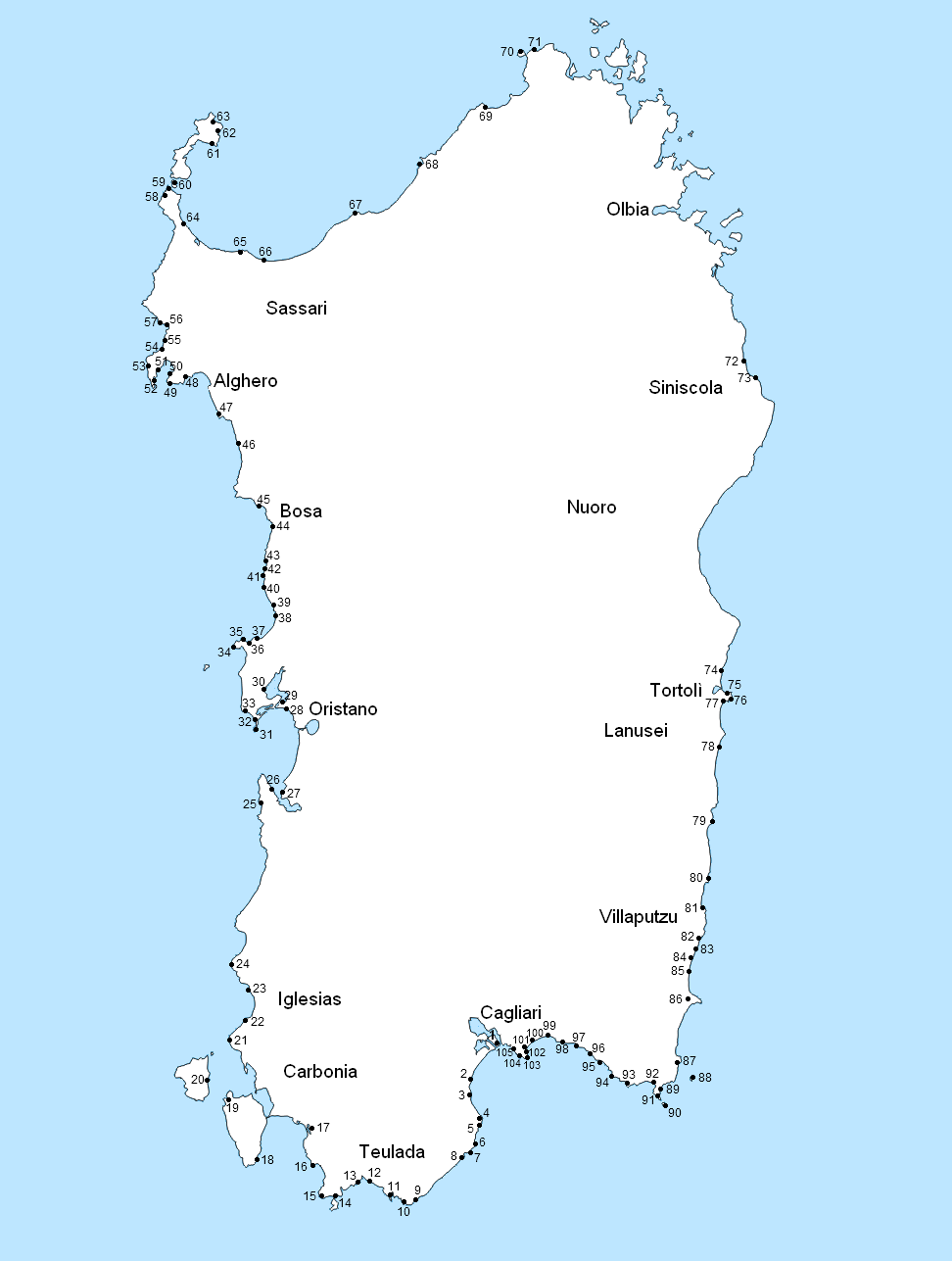
Über 70 Türme an der Küste Sardiniens

Sarazenentürme sind kleine, zumeist runde befestigte Signaltürme, die die Genueser und Pisaner während ihrer Herrschaft über Korsika und Sardinien an allen Küsten der Inseln errichteten. Sie sind etwa 12 bis 17 m hoch und an der Basis 8 bis 10 m dick.
Die viereckigen Sarazenentürme (in Pino, Porto, Morsiglia und Nonza auf Korsika) stammen aus der Zeit der pisanischen Besetzung der Insel. 22 runde Genuesertürme entstanden an der Ost- und 32 an der West- und 5 an der Südküste, 20 am Cap Corse, 12 im Golf von St. Florent. 67 davon sind erhalten. Ihre ständige Besatzung bestand aus vier Leuten.
Auf Sardinien errichteten später die Spanier rund 70 solcher Türme gegen Piratenüberfälle. Auch auf Elba, Malta, Sizilien und dem italienischen Festland wurden die Türme errichtet. Die massigen, mal runden, mal quadratischen Türme prägen die Küsten Italiens.
Die nordafrikanischen Sarazenen tauchten im 9. Jahrhundert, besonders aber zwischen dem 14. und 16. Jahrhundert (die Kreuzzüge brachten der norditalienischen Bevölkerung hier über einige Jahrhunderte Entlastung), mit ihren Schiffen an den christlichen Mittelmeerufern auf, plünderten und zerstörten die Küstenorte, töteten die Bevölkerung oder verschleppten sie auf die Sklavenmärkte und drangen bis ins Landesinnere vor. Die Türme standen untereinander in Sichtkontakt, telegrafiert wurde mit Kanonenschüssen oder Feuersignalen.

Sarazenentürme
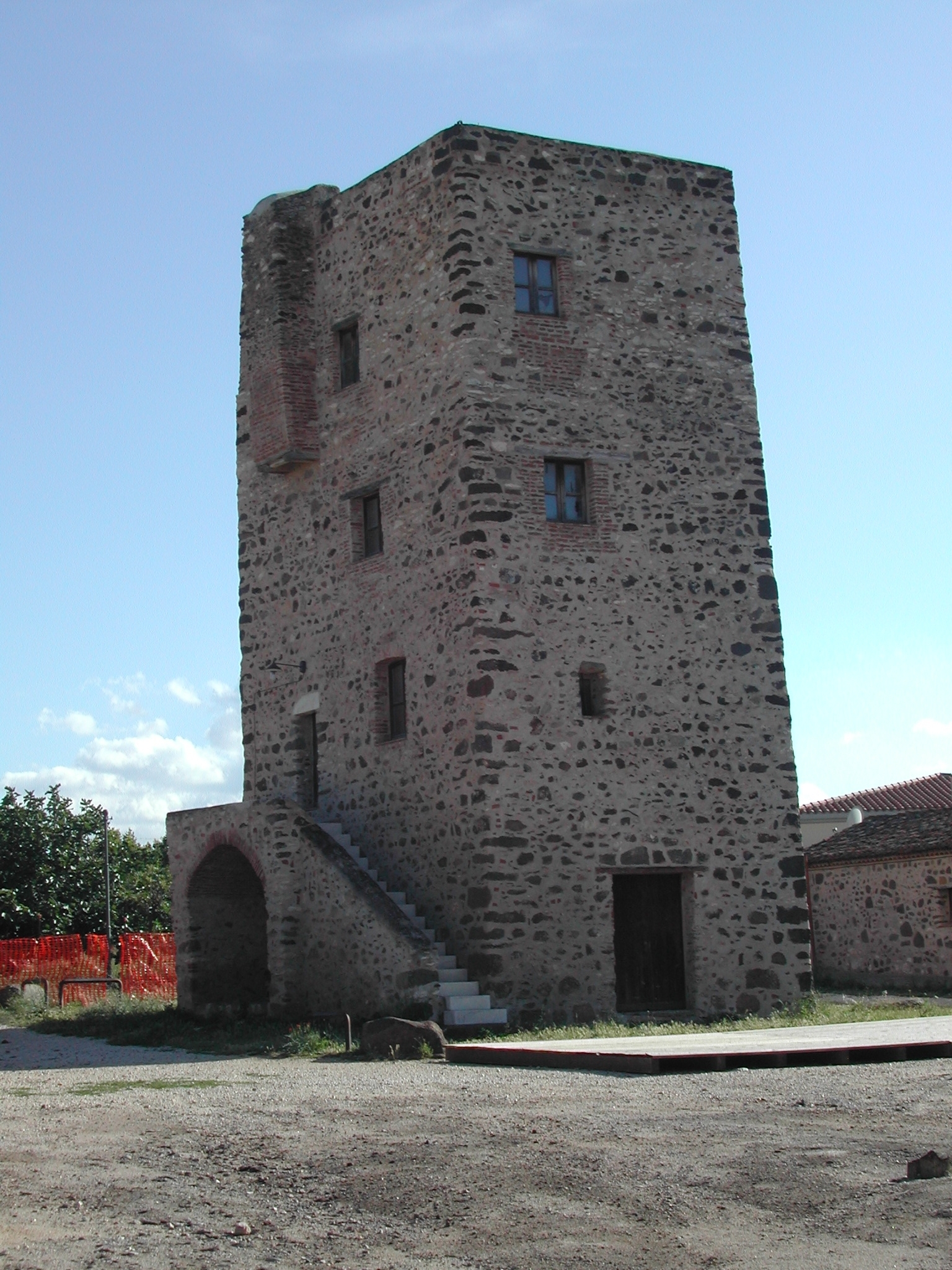
Pisanerturm von Orosei
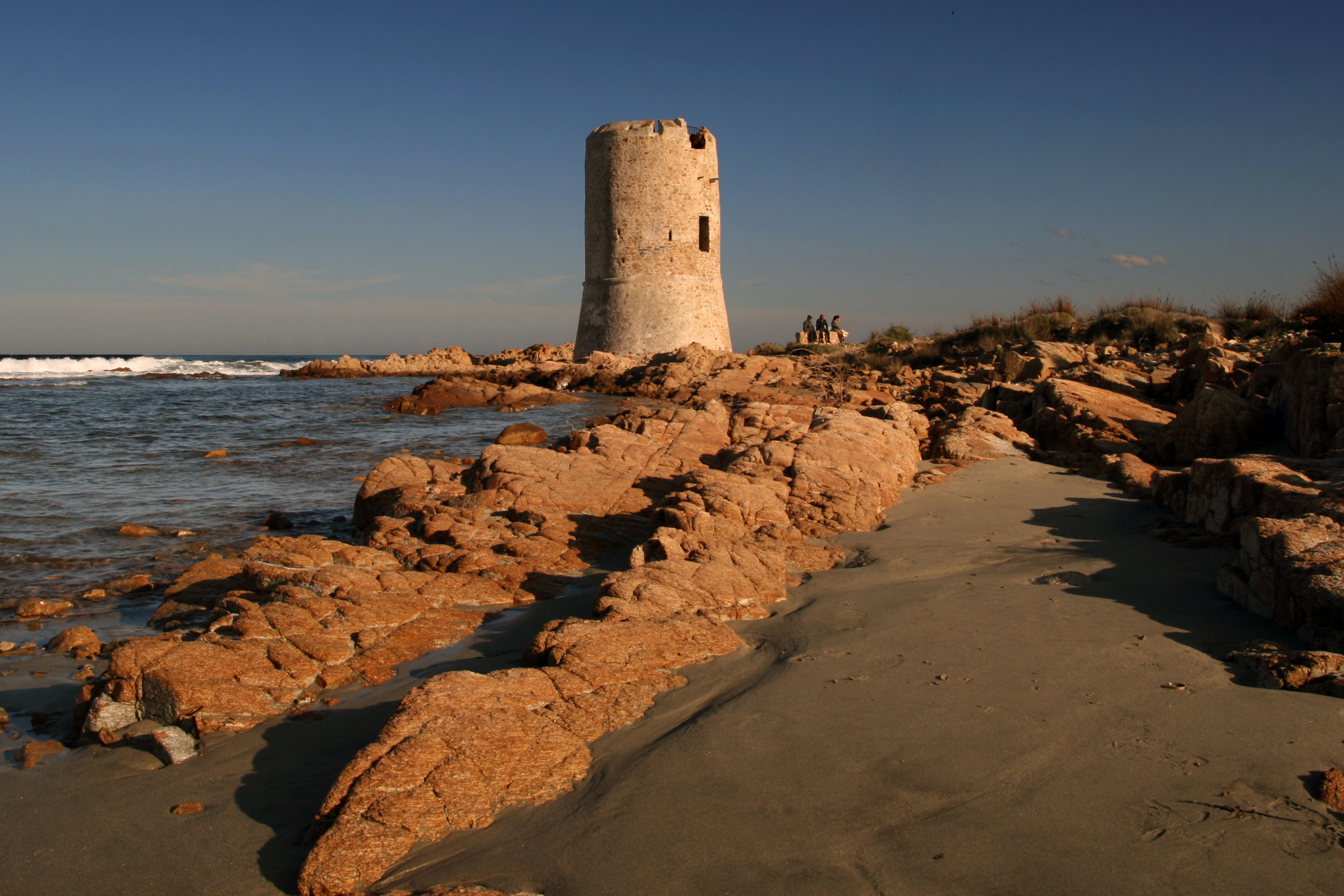
Sarazenenturm bei San Giovanni di Posada (Sardinien)
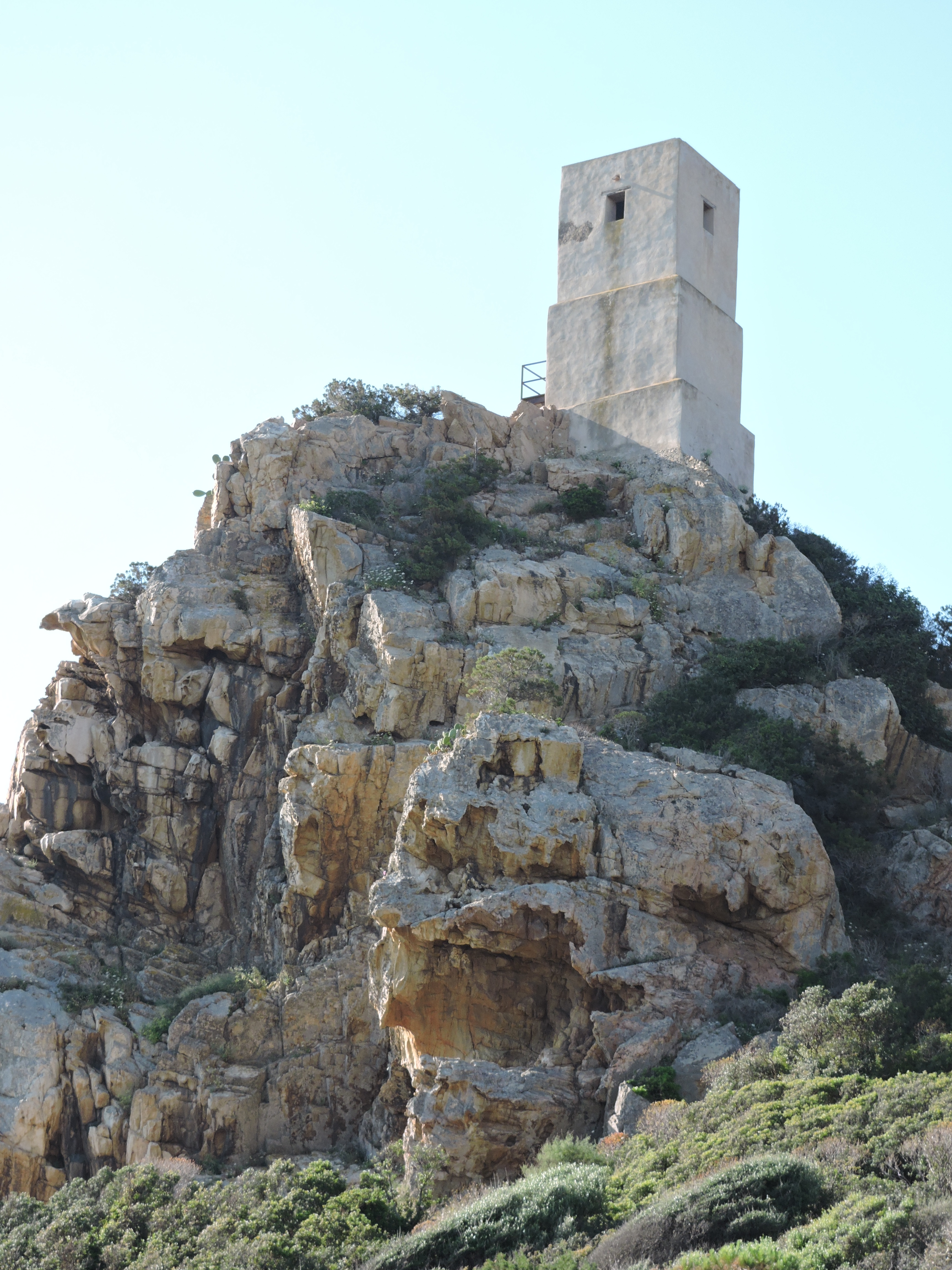
Torre delle Saline südlich von Muravera (Sardinien)
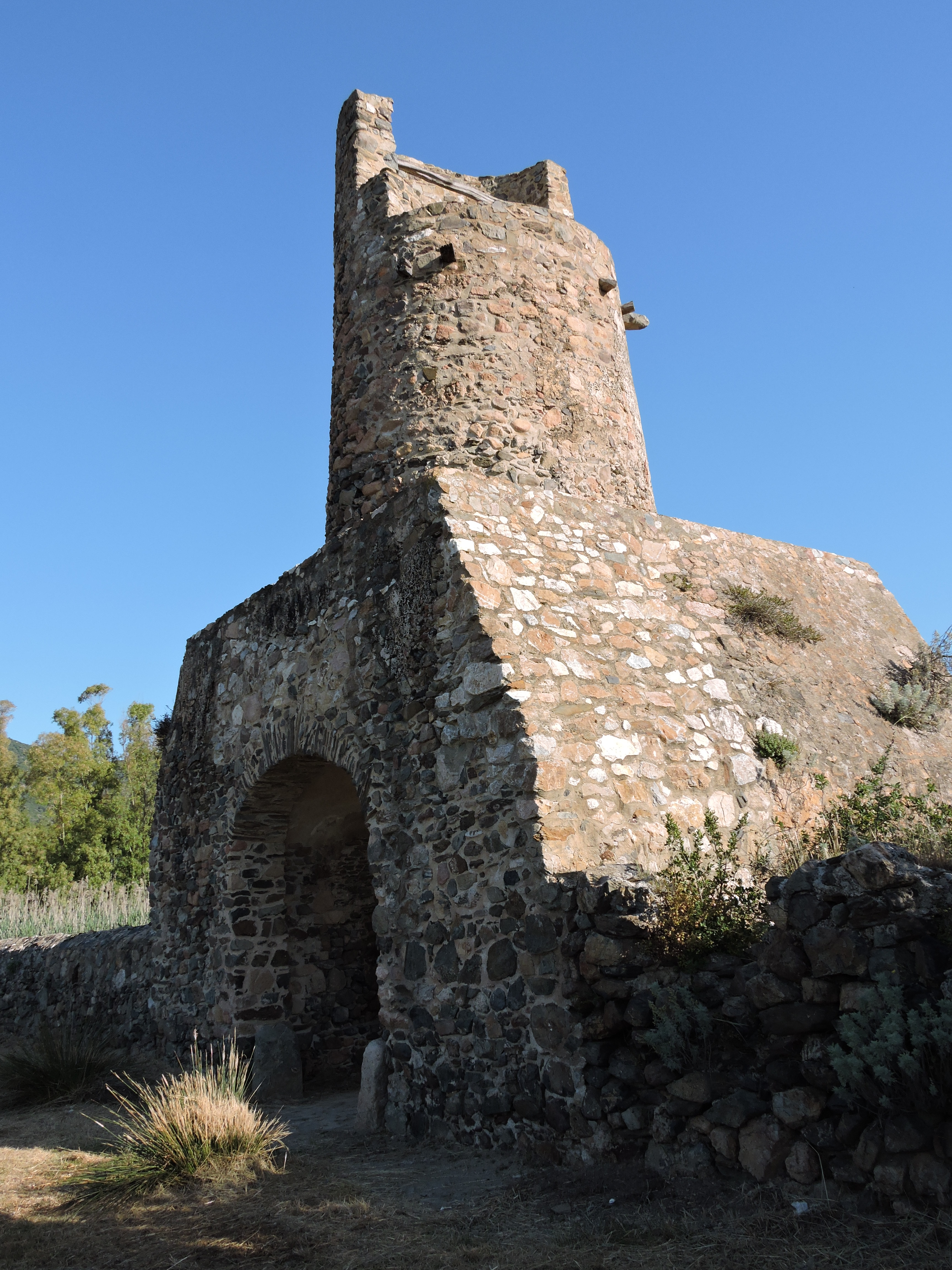
Torre dei Dieci Cavalli nördlich von Muravera (Sardinien)
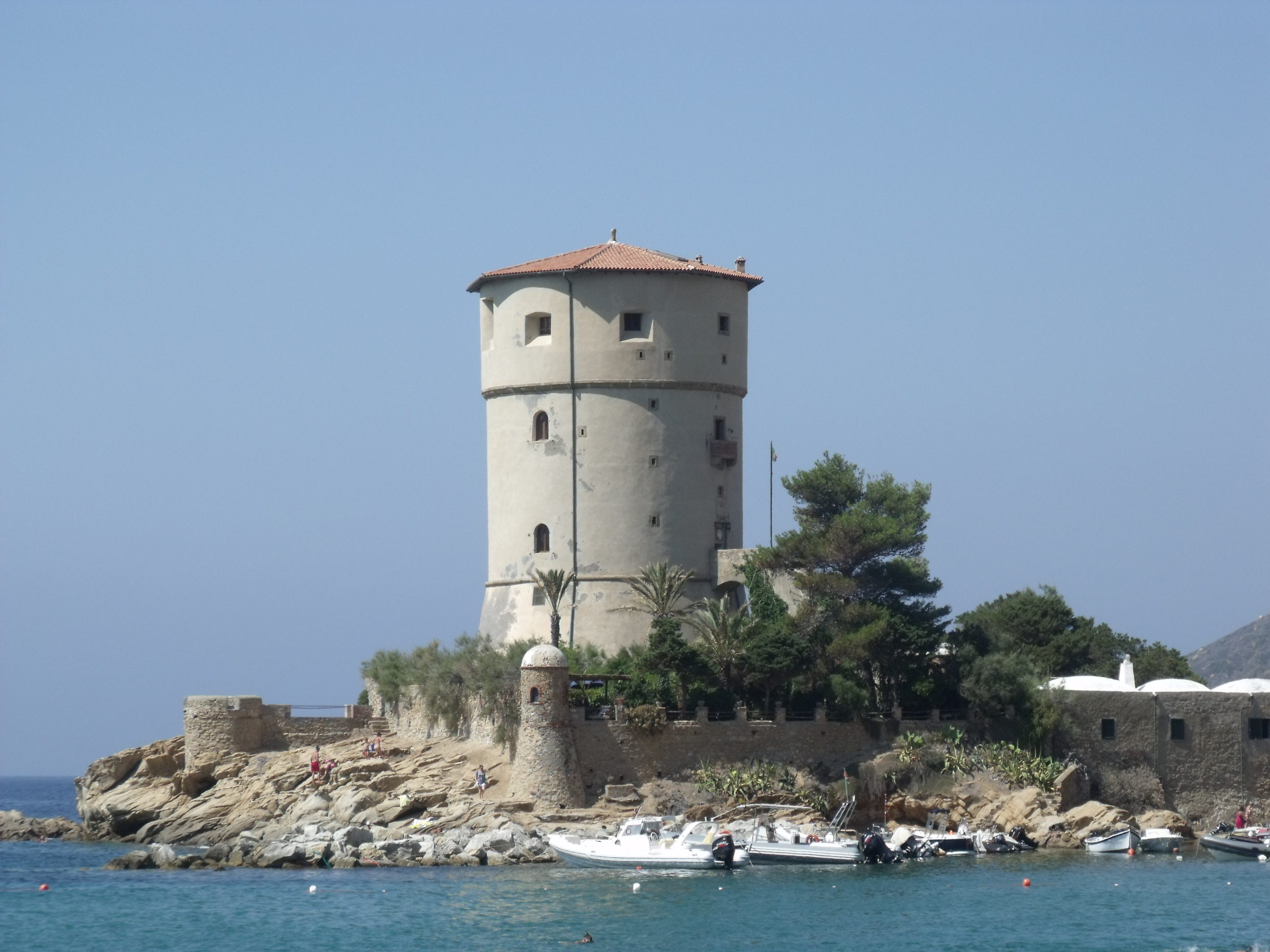
Sarazenenturm in Giglio Campese (Toskana)

Von anderen Staaten oder Seerepubliken errichtete Sarazenentürme finden sich entlang der Riviera und im Piemont. In Santo Stefano al Mare gibt es den einzigen achteckigen Sarazenenturm der Riviera. Die Sarazenentürme im Landesinneren des Piemont dienten als Schutzburgen für die Bevölkerung. Nachdem ganze Landstriche des Piemont von Moslems entvölkert worden waren, erließ Humbert Weißhand einen Erlass, nach dem jeder, der einen Schutzturm baute, alles von diesem Turm sichtbare Land als Lehen erhalten könne.
Heute sind alle korsischen und viele der italienischen Türme als historische Monumente erfasst.